# Monodelphis saci
Monodelphis saci is een zoogdier uit de familie van de Opossums (Didelphidae). De soort is endemisch voor de regenwouden van Brazilië, waar ze leven in de laaglandregenwouden langs de zuidelijke oever van de Amazone. 

## Etymologie
Ze zijn vernoemd naar mythische wezens genaamd Saci in de Braziliaanse folklore die een rode hoed dragen om naar believen te verdwijnen en weer tevoorschijn te komen. Wetenschappers hebben ze zo genoemd vanwege hun roodachtige hoofden en het feit dat ze zo lang aan ontdekking zijn ontsnapt.

## Eigenschappen
Ze meten 9 tot 12 centimeter van hun neus tot de basis van hun staart. De staart meet 4 tot 6 centimeter. Ze wegen ongeveer 17 tot 30 gram. Ze hebben een opvallende roodachtige kop en een bruine romp en rug. De kin, keel, liezen en flanken zijn grijsbruin. Er is een duidelijke centrale witte streep op de borst en buik. Hun poten zijn bedekt met korte, lichtbruine haren. De mannetjes zijn iets groter dan de vrouwtjes.